# É Proibido Fumar (canção)
"É Proibido Fumar" é uma canção gravada por Roberto Carlos no álbum É Proibido Fumar, de 1964. Composta em parceria com Erasmo Carlos, essa foi sua primeira canção a chegar ao primeiro lugar na parada IBOPE.

## Canção
Lançada em compacto em agosto de 1964 (junto com "Minha História de Amor"), "É Proibido Fumar" está identificada com o estilo musical conhecido como rockabilly e é considerada uma das canções mais representativas do período. Em 2001, Roberto Carlos fez uma nova versão para o seu álbum Acústico.

## Versões
Entre artistas que gravaram "É Proibido Fumar" estão Raul Seixas, A Bolha, Rita Lee, O Terço, Skank e o próprio Erasmo Carlos, co-autor da letra. A canção ainda ganhou uma versão em língua espanhola, "Es Prohibido Fumar"  e foi lançada no álbum "Canta A La Juventud, em 1965.

## Prêmios e indicações
| Ano  | Prêmio                 | Categoria             | Resultado | Ref.  |
| ---- | ---------------------- | --------------------- | --------- | ----- |
| 1995 | MTV Video Music Brasil | Videoclipe de Pop     | Indicado  | [ 4 ] |
| 1995 | MTV Video Music Brasil | Direção em Videoclipe | Indicado  | [ 4 ] |
| 1995 | Prêmio Multishow       | Melhor Clipe          | Venceu    | [ 5 ] |